# Sumoto
Sumoto (洲本市, Sumoto-shi) est une ville située dans la préfecture de Hyōgo, au Japon.

## Géographie

### Situation
Sumoto se situe dans le centre de l'île d'Awaji.

### Démographie
En avril 2023, la population de Sumoto s'élevait à 41 614 habitants, répartis sur une superficie de 182,38 km2.

### Climat
Sumoto a un climat subtropical humide avec des étés chauds et des hivers frais. Les précipitations sont importantes tout au long de l'année, mais sont un peu plus faibles en hiver.

## Histoire
L'actuelle Sumoto est située dans l'ancienne province d'Awaji et s'est développée en tant que ville fortifiée autour du château de Sumoto pendant l'époque de Muromachi. Elle faisait partie du domaine de Tokushima pendant l'époque d'Edo.
Le bourg moderne de Sumoto est créé le 1er avril 1889. Il obtient le statut de ville le 11 février 1940. Le 11 février 2006, le bourg de Goshiki est intégré à Sumoto.

## Culture locale et patrimoine
- Château de Sumoto
- Temple Renge-ji

## Jumelages
Sumoto est jumelée avec :
- Kronstadt (Russie),
- Comté d'Hawaï (États-Unis),
- Van Wert (États-Unis).

## Honneur
L'astéroïde (4649) Sumoto porte son nom.